# Мар'янівка (Конотопський район)
Мар'я́нівка —  село в Україні, у Попівській сільській громаді Конотопського району Сумської області. Населення становить 40 осіб. До 2020 орган місцевого самоврядування — Присеймівська сільська рада.

## Географія
Село Мар'янівка знаходиться між селами Калишенкове і Поліське (1-2 км). Поруч проходить автомобільна дорога М02 (E101).

## Історія
- Село постраждало внаслідок геноциду українського народу, проведеного окупаційним урядом СССР 1923-1933 та 1946-1947 роках.

Попередня назва - Марієнталь.